# Aaptolasma callistoderma
Aaptolasma callistoderma är en kräftdjursart som först beskrevs av Henry Augustus Pilsbry 1911.  Aaptolasma callistoderma ingår i släktet Aaptolasma och familjen Bathylasmatidae. Inga underarter finns listade i Catalogue of Life.